# 架空請求詐欺仲間割れ殺人事件
架空請求詐欺仲間割れ殺人事件（かくうせいきゅうさぎなかまわれさつじんじけん）とは、2004年（平成16年）10月に東京都で発生した架空請求詐欺グループの仲間割れによる殺人事件である。

## 概要

### 詐欺の経緯
主犯の男Sは2004年5月頃から、友人の男Xらと共に広告関係の会社を設立した。しかし経営がうまくいかず、たちまち資金繰りが悪化した。このため、SはXらと共謀して融資保証金詐欺を始めた。その詐欺の手口は、新たな事務所を設立して拠点を移動したり、詐欺方法を架空請求詐欺に切り替えたり、不特定多数の人に葉書やメールを送る際に「法務省認可法人関東中央官材局」などと称して国が関与しているように見せかけたり、「納付がなければ裁判所が差し押さえの強制執行をする」などと被害者の不安を煽ったりした。この一連の詐欺で、全国で被害者は350人以上、被害額は約2億前後にもなったといわれる。

### 仲間割れへ
Sは詐欺が次第に大きくなると、新たなメンバーを加え出した。これは一説に万一摘発を受けた際、自らの罪を軽くするためだったともされているが、Sは詐欺で得た莫大な金の大部分を自らの会社の運営費やテレビ番組のスポンサーになるなど、実業家としての表の顔のために使い込んでいた。そのため、一部の詐欺グループ構成員が次第に自らの待遇などに不満を抱き出した。
だが、事前に計画を察したSはXや元暴力団員の友人Wらの支持者らと共に2004年10月13日22時20分、JR船橋駅近くでAら4人を襲撃して拉致し、事務所で凄絶なリンチを行なって計画の全貌を吐かせた。そしてSをはじめXやWなどSに近いメンバーの大半を殺害しようと計画していたことが発覚したため逆上し、Aらを徹底的にリンチにかけた後、事務所に監禁した。
Sらは都内の高級ホテルでルームサービスを囲みながら、Wの伝手を頼って暴力団員も巻き込んでのAら4人の殺害を計画。そして10月16日未明から午後にかけてAら4人を殺害し、報酬を渡すことで暴力団員に死体の始末を依頼した。後に2005年6月18日に茨城県小美玉市で4人の遺体が見つかるが、その遺体は脛から下がちぎれているなど凄惨なものだったとされる。

### 逮捕・裁判
SはAらを殺害した後も詐欺を続けたが、これほど大規模な詐欺がいつまでも発覚しないわけもなく、Sらは詐欺の容疑で逮捕された。その後の取調べでメンバーのひとりが殺害を自供したことから殺人事件が発覚。SやX・Wらはそれぞれ殺人、傷害致死、死体遺棄、詐欺などの容疑で逮捕・起訴されることになった。その他にも事件に関わった多くのメンバーが逮捕され、最終的にその数は18人になった。
2007年8月7日、千葉地裁で判決公判が行なわれ、彦坂孝孔裁判長は「人命を無視した冷酷非道な犯行で、更生は困難」として、主犯とされたSに求刑通り死刑、Wは求刑死刑に対し無期懲役の判決が下された。殺害の実行役だったIも第一審で死刑判決を受け、他のメンバーもそれぞれ有罪判決が下された。SとW、Iらは判決を不満として控訴した。
2009年3月19日、東京高裁で「事件が重大化したのは被告によるところが大きい」として、Wの無期懲役を破棄して死刑の判決を下した。5月12日には東京高裁で長岡哲次裁判長はSに対して「反省の念が乏しく、更生は困難」「人命を無視した冷酷非道な犯行」として、第一審の死刑判決を支持して控訴を棄却した。Iも同じく死刑判決支持となり控訴を棄却され、それぞれ上告した。
2013年1月29日、Sの上告審で最高裁判所第小法廷（岡部喜代子裁判長）は上告を棄却し死刑が確定した。同日、Wの上告も棄却され死刑が確定した。理由について裁判長は、「4人の命が失われた結果は重大。事件の中で重要な役割を果たしており、死刑はやむをえない」などと述べた。同年2月28日、Iの上告審でも最高裁判所第一小法廷（桜井龍子裁判長）により上告が棄却され、死刑が確定した。
2021年現在、死刑が確定したS・W・Iの死刑囚3名は東京拘置所に収監されている。なお、同一事件で3人以上の死刑確定者がいる場合は死刑囚の分散が行われることが多いが、当事件では3人とも東京拘置所から移動が行われていない。